# Dennis McCoy
Dennis „Pancho“ McCoy (* 27. Mai 1945 in Bishop, Kalifornien) ist ein ehemaliger US-amerikanischer Skirennfahrer sowie Weltmeisterschafts- und Olympiateilnehmer.

## Karriere
McCoy bestritt mit der Abfahrt vom 9. Februar 1968 ein einziges olympisches Rennen, wo er mit 4,97 Sekunden Rückstand auf Jean-Claude Killy Platz 21 belegte. Billy Kidd war mit Platz 18 der beste US-Amerikaner, Wayne Henderson kam auf Platz 27, Jim Barrows und Jere Elliott schieden aus.
In den ersten drei Weltcup-Saisonen kam er jeweils bei einem Rennen unter die besten zehn. In der Abfahrt von Cortina d’Ampezzo vom 9. Februar 1969 belegte er mit 1,90 Sekunden Rückstand auf den Schweizer Josef Minsch den achten Platz, was sein einziges Abfahrtsergebnis unter den besten zehn darstellte. Seine beste Platzierung war der siebte Platz im Slalom vom 16. März 1968 mit 7,16 Sekunden Rückstand auf seinen Landsmann Billy Kidd. In diesem Slalom lag Jimmy Heuga einen Platz vor McCoy und war 1,19 Sekunden schneller als er. Heuga wiederum hatte 2,38 Sekunden Rückstand auf den Nächstbesseren, den Österreicher Heinrich Messner. Nach McCoy kam der Kanadier Peter Duncan, der drei Zehntelsekunden langsamer war.

## Erfolge

### Olympische Spiele
- Grenoble 1968: 21. in der Abfahrt

### Weltmeisterschaften
- Grenoble 1968: 21. in der Abfahrt

### Weltcupwertungen
- Drei Platzierungen unter den besten zehn

| Saison  | Gesamt | Gesamt | Abfahrt | Abfahrt | Riesenslalom | Riesenslalom | Slalom | Slalom |
| Saison  | Platz  | Punkte | Platz   | Punkte  | Platz        | Punkte       | Platz  | Punkte |
| ------- | ------ | ------ | ------- | ------- | ------------ | ------------ | ------ | ------ |
| 1967    | 41.    | 2      |         |         |              |              | 26.    | 2      |
| 1968    | 46.    | 4      |         |         |              |              | 27.    | 4      |
| 1968/69 | 48.    | 3      | 20.     | 3       |              |              |        |        |